# Operation Leo
Operation Leo var navnet på den planlagte kidnapning af den daværende svenske arbejdsmarkedsminister Anna-Greta Leijon i 1977. Leijon havde som minister ansvaret for terroristlovgivningen og opfattedes af kidnapperne som ansvarlig for udvisningen af Rote Armee Fraktion-terroristerne, der stod bag ambassadebelejringen i Stockholm 1975. Kidnapningen af Leijon planlagdes for at tvinge den vesttyske regering til at frigive de fængslede terrorister, som gennemførte ambassadebelejringen. Säpo pågreb lederen Norbert Kröcher ved Slussen i Stockholm, og man fandt derefter blandt andet den trækasse, hvori Leijon skulle have været indspærret..

## Hændelsen
Efter den mislykkede belejring af Vesttysklands ambassade i Stockholm i 1975 etablerede Norbert Kröcher en gruppe, Kommando Siegfried Hausner, som var inspireret af Rote Armee Fraktion. Kröcher planlagde at kapre et fly for at presse Vesttysklands regering, men en af Kröchers to svenske veninder foreslog i stedet at kidnappe arbejdsministeren Anna-Greta Leijon. Kröcher udførte sammen med den ene af veninderne blandt andet et bankrøveri i Stockholm. Planen var at kidnappe Anna-Greta Leijon og placere hende i en trækasse i en lydisoleret kælder på Södermalm i Stockholm. Den fik navnet "Operation Leo" (latin leo ’løve’) efter hendes efternavn, Leijon. Kröcher planlagde at kidnappe hende, når hun kom hjem fra arbejde. Hvis hun blev kørt af en sikkerhedvagt skulle vedkommende skydes. Ved at kidnappe Leijon skulle man tvinge Sveriges regering at betale en løsesum og tvinge Vesttysklands regering til at frigive flere fængslede RAF-medlemmer.
Det svenske politi kaldte operation "Ebba rød". Da anholdelsen af Kröcher var fuldført, den 31. marts 1977, kaldtes ”Ebba grøn” ud i radioen. Sikkerhedspolitiets kodenavn for Kröcher var "Ebba". Hvis Kröcher kunne pågribes, skulle kodenavnet "Ebba Grøn" således bruges. Det var kendt af politiet, at Kröcher var bevæbnet med en 9 mm-pistol, og at anholdelse kun skulle ske hvis det kunne gøres uden, at der var andre i nærheden, som kunne komme til skade ved en forventet ildkamp.
Kröchers aktion mislykkedes, og 70 personer blev pågrebet. De, der senere blev dømt, var blandt andre:
- Norbert Kröcher dømtes i Vesttyskland til 11½ års fængsel.
- Lennart Warring dømtes til 4½ års fængsel for blandt andet kidnapning og groft røveri.
- En kvinde idømtes 3 års fængsel.
- To af Norbert Kröchers veninder idømtes 2 års fængsel hver.
- En kvinde, der skaffede sprængstof og våben idømtes 6 måneders fængsel.
- En mand idømtes 3 måneders fængsel.
- En mand, der deltog i planlægningen udvistes til Storbritannien uden rettergang ifølge terroristloven. I Storbritannien undslap han straf.

## Film
I 1981 udkom filmen "Operation Leo", instrueret af Hans Hederberg, der er løst baseret på de virkelige hændelser.

## Eksterne links
- Filmen "Operation Leo" fra 1981 på IMDb
- "Operation Leo". Sveriges Radio P3 Dokumentär. {{cite web}}: Manglende eller tom |url= (hjælp)